# Lesklicovití
Lesklicovití (Corduliidae) je čeleď vážek s více než 200 druhy po celém světě. Nejvíce je rozšířena v mírném pásmu. V Evropě se vyskytuje devět druhů. V Česku žije sedm druhů ve třech rodech. Zatím na jeho území nelze vyloučit ani potvrdit výskyt dalšího druhu, lesklice čárkované (Oxygastra curtisi), která byla pozorovaná např. v Německu.
Lesklice jsou středně velké vážky s často kovově lesklým tělem (v Evropě je nelesklá jen lesklice velká). Jsou to výborní letci, kteří jen málokdy odpočívají na vegetaci.